# Аарон Ван-Біссака
А́арон Ван-Бісса́ка (англ. Aaron Wan-Bissaka; нар. 26 листопада 1997, Кройдон) — англійський футболіст конголезького походження, правий захисник клубу «Вест Гем Юнайтед».

## Клубна кар'єра

### «Крістал Пелес»
Народився в боро Лондона Кройдоні, 26 листопада 1997 в родині вихідців з Демократичної Республіки Конго.
З 11 років виступав в дитячо-юнацькій академії «Крістал Пелес».
У сезоні 2018/19 визнавався гравцем місяця в «Крістал Пелес» протягом трьох місяців поспіль: у серпні, вересні та жовтні 2018 року.

### «Манчестер Юнайтед»
29 червня 2019 року «Манчестер Юнайтед» оголосив про підписання з Аароном Ван-Біссакою 5-річного контракту. «Крістал Пелес» отримав за гравця £45 млн, з можливими бонусами сумою в £5 млн.
11 серпня Аарон дебютував за «Манчестер Юнайтед» у матчі проти «Челсі», в якому команда Ван-Біссаки перемогла 4:0.

### «Вест Гем Юнайтед»
13 серпня 2024 року перейшов у «Вест Гем Юнайтед» за £15 млн.

## Кар'єра в збірній
Виступав за молодіжні збірні Англії U-20, Англії U-21, Демократичної Республіки Конго U-20.

## Статистика виступів

### Клубна
Станом на 7 лютого 2021
| Клуб                | Сезон                         | Ліга                          | Ліга | Ліга  | Кубок | Кубок | Кубок ліги | Кубок ліги | Єврокубки | Єврокубки | Усього | Усього |
| Клуб                | Сезон                         | Дивізіон                      | Ігор | Голів | Ігор  | Голів | Ігор       | Голів      | Ігор      | Голів     | Ігор   | Голів  |
| ------------------- | ----------------------------- | ----------------------------- | ---- | ----- | ----- | ----- | ---------- | ---------- | --------- | --------- | ------ | ------ |
| «Крістал Пелес»     | 2016–17                       | Прем'єр-ліга                  | 0    | 0     | 0     | 0     | 0          | 0          | —         | —         | 0      | 0      |
| «Крістал Пелес»     | 2017–18                       | Прем'єр-ліга                  | 7    | 0     | 0     | 0     | 0          | 0          | —         | —         | 7      | 0      |
| «Крістал Пелес»     | 2018–19                       | Прем'єр-ліга                  | 35   | 0     | 1     | 0     | 3          | 0          | —         | —         | 39     | 0      |
| «Крістал Пелес»     | Усього за «Крістал Пелес»     | Усього за «Крістал Пелес»     | 42   | 0     | 1     | 0     | 3          | 0          | —         | —         | 46     | 0      |
| «Манчестер Юнайтед» | 2019–20                       | Прем'єр-ліга                  | 35   | 0     | 2     | 0     | 4          | 0          | 5         | 0         | 46     | 0      |
| «Манчестер Юнайтед» | 2020—21                       | Прем'єр-ліга                  | 21   | 2     | 1     | 0     | 2          | 0          | 6         | 0         | 30     | 2      |
| «Манчестер Юнайтед» | Усього за «Манчестер Юнайтед» | Усього за «Манчестер Юнайтед» | 56   | 2     | 3     | 0     | 6          | 0          | 11        | 0         | 76     | 2      |
| Усього за кар'єру   | Усього за кар'єру             | Усього за кар'єру             | 98   | 2     | 4     | 0     | 9          | 0          | 11        | 0         | 122    | 2      |

1. ↑  Ігри у Лізі Європи
2. ↑  Ігри у Лізі чемпіонів і Лізі Європи

## Титули і досягнення
- Володар Кубка Футбольної ліги (1):

«Манчестер Юнайтед»: 2023